# آلفرد کالین
آلفرد کالین (انگلیسی: Alfred Kälin؛ زادهٔ ۱۶ ژانویهٔ ۱۹۴۹) اسکی‌باز صحرانوردی اهل سوئیس است.